# Antiblemma senilis
Antiblemma senilis är en fjärilsart som beskrevs av Butler 1879. Antiblemma senilis ingår i släktet Antiblemma och familjen nattflyn. Inga underarter finns listade i Catalogue of Life.